# Iancu Văcărescu
Iancu Văcărescu (Bucarest, 1792 – 1863) è stato un poeta, scrittore e drammaturgo romeno.
Figlio di Alecu (1769 ca.- 1800), è l'esponente più rilevante della sua famiglia. Ha avuto un ruolo importante (logofǎt) presso il Ministero degli Affari Esteri ma, principalmente, con i suoi scritti, ha inciso nello sviluppo culturale della Romania moderna, nel campo scolastico, per sottolineare l'importanza della lingua nazionale nell'insegnamento superiore. Ha promosso la costituzione di un repertorio teatrale in romeno e in greco. La sua lirica erotica ha varietà metrica e nella sua poesia filosofica si nota l'esposizione appassionata etico-sociale, simile al pensiero massonico. Presente anche l'idillio campestre e il tributo pre-romantico dell'elegia e della ballata.
Le antologie: Poesie scelte, del 1830 e Raccolta di poesie del 1848, hanno l'influsso neoclassico con aspetti anacreontici e metastasiani.